# HMS Talent (S92)
Pour les autres navires du même nom, voir HMS Talent.
Le HMS Talent (n° de coque : S 92) est un bâtiment de la classe Trafalgar de sept sous-marins nucléaires d'attaque de la Royal Navy.

## Armement
- Missiles : 8 UGM-84B Sub-Harpoon Block.1C lancés par tubes torpilles
- Torpilles : 5 tubes de 533 mm avec 17 torpilles Marconi Tigerfish Mk.24 mod.2
- Mines : 46 mines à la place des missiles/torpilles

## Électronique
- 1 radar de navigation Kelvin Hughes Type 1007
- 1 sonar passif Marconi Type 2072
- 1 sonar actif/passif d'attaque Plessey Type 2020
- 1 sonar passif remorqué Ferranti Type 2046
- 1 sonar passif Thomson Sintra Type 2019 Paris
- 1 système à détection de sillage (depuis 2019[2])
- 1 contrôle d'armes BAe Systems SMCS
- 1 système de combat Ferranti DCB
- Liaison 11
- 2 lance leurres torpille SSE mk.8
- 1 détecteur radar Racal UAP
- 1 périscope Pilkington Optronics CK.34
- 1 périscope Pilkington Optronics CH.84